# Cry Terror!
Cry Terror! és una pel·lícula estatunidenca dirigida per Andrew L. Stone estrenada el 1958.

## Argument
Els dirigents d'una companyia aèria reben una carta demanant-los un rescat de mig milió de dòlars, per algú que pretén haver posat una bomba a bord d'un dels seus avions. La bomba és trobada; es tracta d'un explosiu amb un detonador electrònic, que és desactivada fàcilment. Arriba una altra carta dient que una altra bomba ha estat posada després.
Paul Molnar (James Mason), enginyer electrònic, es troba al cor del drama quan és segrestat, amb la seva dona (Inger Stevens) i la seva filla, per Paul Hoplin (Rod Steiger), un dels seus antics col·legues de treball - i fabricant de les bombes col·locades als avions. Hoplin envia la dona a fer una nova petició de rescat, acompanyada de Steve, homicida i depredador sexual, mentre que Paul Molnar i la seva filla, presos pel grup terrorista, són amenaçats de ser executats si el rescat no arriba aviat...

## Repartiment
- James Mason: Jim Molner
- Inger Stevens: Mrs. Joan Molner
- Rod Steiger: Paul Hoplin
- Neville Brand: Steve
- Angie Dickinson: Eileen Kelly
- Kenneth Tobey: Agent Frank Cole
- Jack Klugman: Vince
- Jack Kruschen: F.B.I. Agent Charles Pope
- Carleton Young: Roger Adams
- Barney Phillips: Dan Pringle
- Harlan Warde: Bert, Operatiu
- Ed Hinton: Operatiu
- Chet Huntley: Ell mateix
- Roy Neal: Ell mateix
- Jonathan Hole: Executiu de l'aerolínia

## Rebuda
La pel·lícula ha rebut bones crítiques.